# حبيل الحميدى (السياني)

تعديل مصدري - تعديل

حبيل الحميدى محلة تابعة لقرية الصرم، التابعة لعزلة العربيين بمديرية السياني إحدى مديريات محافظة إب في الجمهورية اليمنية.، بلغ تعداد سكانها 167 حسب تعداد اليمن لعام 2004.